# Alexander Selkirk
Alexander Selkirk (Robinson Crusoe) (1676 – 1721. december 13.) skót tengerész, privatér, a Brit Királyi Haditengerészet tisztje. Négy évet töltött egy lakatlan szigeten, mint az igazi Robinson Crusoe.

## Életútjának kezdete
Egy cipész fiaként született Lower Largóban 1676-ban. Kötekedő és rakoncátlan természete miatt szegődött a tengerészethez. 1701-ben kitört a spanyol örökösödési háború és két évvel később, 1703-ban csatlakozott William Dampier felfedező csapatába. A hajón többször is összetűzésbe került a tisztekkel és társaival. A Horn-fok-ot megkerülve épp a Csendes-óceánon hajóztak, mikor Alexander tengeribetegség és bezártságtól való félelme miatt arra kérte a kapitányt, hogy tegye ki egy közeli szigeten. A kapitány furcsállta a kérést, de adott neki egy puskát, magával vihette személyes felszerelését, valamennyi élelmet és lőszert. Miután kitették a szigeten, a hajó Afrika, majd India felé vette az irányt.
Egy másik verzió szerint Dampier és Selkirk között súlyos konfliktus volt és Selkirk önként akart távozni a hajóról. Amikor pedig kitették, látván a lakatlan szigetet, Selkirk könyörögni kezdett Dampierhez, hogy vegye vissza, de az már nem akarta a fedélzeten látni.

## Élete a szigeten
Selkirk a Juan Fernández-szigetek egyikére, a Más a Tierra-szigetre (ma: Robinson Crusoe-sziget) került. Először azt várta majd csak kiköt egy hajó, mivel a hajóknak gyakran van szükségük édesvízre. Ezalatt teknősöket fogdosott össze és azokat ette. Idővel megundorodott a húsuktól, ami hasmenést okozott neki. Ezután kecskékre kezdett vadászni, de nem sokáig használhatta a puskáját, idővel már puszta kézzel indult elfogni őket. Rövidesen hosszabb időre rendezkedett be, megtanult ezt-azt, s napjait halászattal, élelemszerzéssel és menedék készítésével töltötte. A szigeten töltött évek alatt két kunyhót épített szegfűbors-fából, amelyeket hegyesre faragott karókkal vett körül. Első kunyhóját egy spanyol hajó tengerészei pusztították el. Kétszer is találkozott spanyolokkal, mivel azonban a spanyolok az angol és skót tengerészeket elfogták, nem mert a közelükbe menni.
Egyik nap kecskére vadászott, de leesett egy szikláról, s kis híján belehalt. Utána már nem hajkurászta a kecskéket, hanem több vadkecskét befogott, amiket szaporítani kezdett, majd húsukat megfüstölte, tejükből sajtot készített. Nem csak haszonállatokat tartott háza tájékán, hanem macskákat, amiket az erdőben talált és úgy gondolta, hogy jók lesznek a patkányok ellen, amik éjszakánként akarták őt megtámadni. Mikor a ruhái elhasználódtak az évek során, a kecskéit levágta, bőrüket lenyúzta és az állat körmeivel varrt magára ruhákat. Ezt a mesterséget még gyerekkorában tanulta ki apjától. Cipőre nem volt szüksége, mert az évek alatt a lába úgy megkérgesedett, hogy már a köveken is képes volt járni.
Amikor kitették a szigetre, néhány könyvet is adtak neki, köztük egy Jakab király bibliát. Ebből mindennap hangosan olvasott fel magának, nehogy elfelejtsen beszélni.

## Szabadulás a szigetről
1708-ban William Dampier vitorlamesterként csatlakozott a Duke nevű hajó legénységéhez. Ismét a Horn-fok megkerülésével hajóztak tovább. 1709 februárjában Juan Fernándeznél haladtak el, mikor megálltak, hogy vizet vegyenek fel. Miután a csónakkal a part közelébe értek, észrevettek egy embert, aki kiáltozott. Dampier felismerte a férfit, és mint később kiderült, a kiküldött emberek Alexander Selkirköt találták meg, akit négy éve tettek ki a szigeten.

## A sziget után
Miután Alexander visszautazott Nagy-Britanniába, egy Richard Steele nevű újságíró cikket írt kalandjairól a The Englishman című lap számára. 1717 elején Selkirk visszatért szülővárosába, ahol megismerte Sophia Bruce-t, aki mindössze tizenhat éves volt. Együtt Londonba költöztek, de sosem házasodtak össze. Ugyanez év márciusában ismét visszatért a tengerre, miután belépett a Brit Királyi Haditengerészet kötelékébe. Mialatt Plymouthba látogatott, elvett egy özvegy kocsmárosnét. Alexander Selkirk 1721. december 13-án halt meg este nyolc órakor a Weymouth királyi hajó hadnagyaként a hajónapló szerint. Negyvenhét évet élt. Halálának okát csak feltételezni tudják, valószínűleg sárgalázban hunyt el. Testét Afrika partjainál helyezték örök nyugalomra. Haláláról és életéről számos ember megemlékezett. Alexander Selkirk élete adott ihletet Daniel Defoe Robinson Crusoe című regényéhez, mely az írót és a történetet is híressé tette.
 „Látható, hogy a világtól való magány és távozás elviselhető, különösen akkor, mikor az embert az elkerülhetetlenbe dobják. Ezzel az emberrel ez történt.”- Rogers kapitány

## Emlék
1966. január 1-jén a szigetet, ahol Selkirk négy évig élt, hivatalosan is átkeresztelték Robinson Crusoe-szigetnek. Egyidejűleg a Juan Fernandez-szigetekhez tartozó legnyugatibb szigetet Alejandro Selkirk-re nevezték át. 1885. december 11-én Alexander szülőházára egy bronz emléktábla került. 2000 körül egy japán expedíció során, Robinson Crusoe-szigeten találtak egy navigációs eszközt, ami bizonyosan Alexander Selkirk tulajdona volt.
„Ez egy egyszerű ember története, mely emlékezetes példa arra, hogy ő a legboldogabb...” – Richard Steele újságíró

## Fordítás
- Ez a szócikk részben vagy egészben  az   Alexander Selkirk című angol Wikipédia-szócikk fordításán alapul.  Az eredeti cikk szerkesztőit annak laptörténete sorolja fel. Ez a jelzés csupán a megfogalmazás eredetét és a szerzői jogokat jelzi, nem szolgál a cikkben szereplő információk forrásmegjelöléseként.